# 기타이요촌
기타이요(北伊予村)은 에히메현 이요군에 설치된 촌이다. 